# Mas de l'Agustinet (Torrefarrera)
El Mas de l'Agustinet és un mas situat al municipi de Torrefarrera a la comarca catalana del Segrià.